# Gabriel Fajardo
Gabriel Rodriguez Fajardo (Pandacan, 17 marzo 1917 – Pasig, 19 luglio 2008) è stato un cestista e allenatore di pallacanestro filippino.
Era il fratello di Felicísimo Fajardo e il nipote di Jacinto Ciria Cruz.

## Carriera
Ha disputato otto partite ai Giochi della XIV Olimpiade segnando 69 punti con un massimo di 12 contro il Perù.